# Circuit Zandvoort

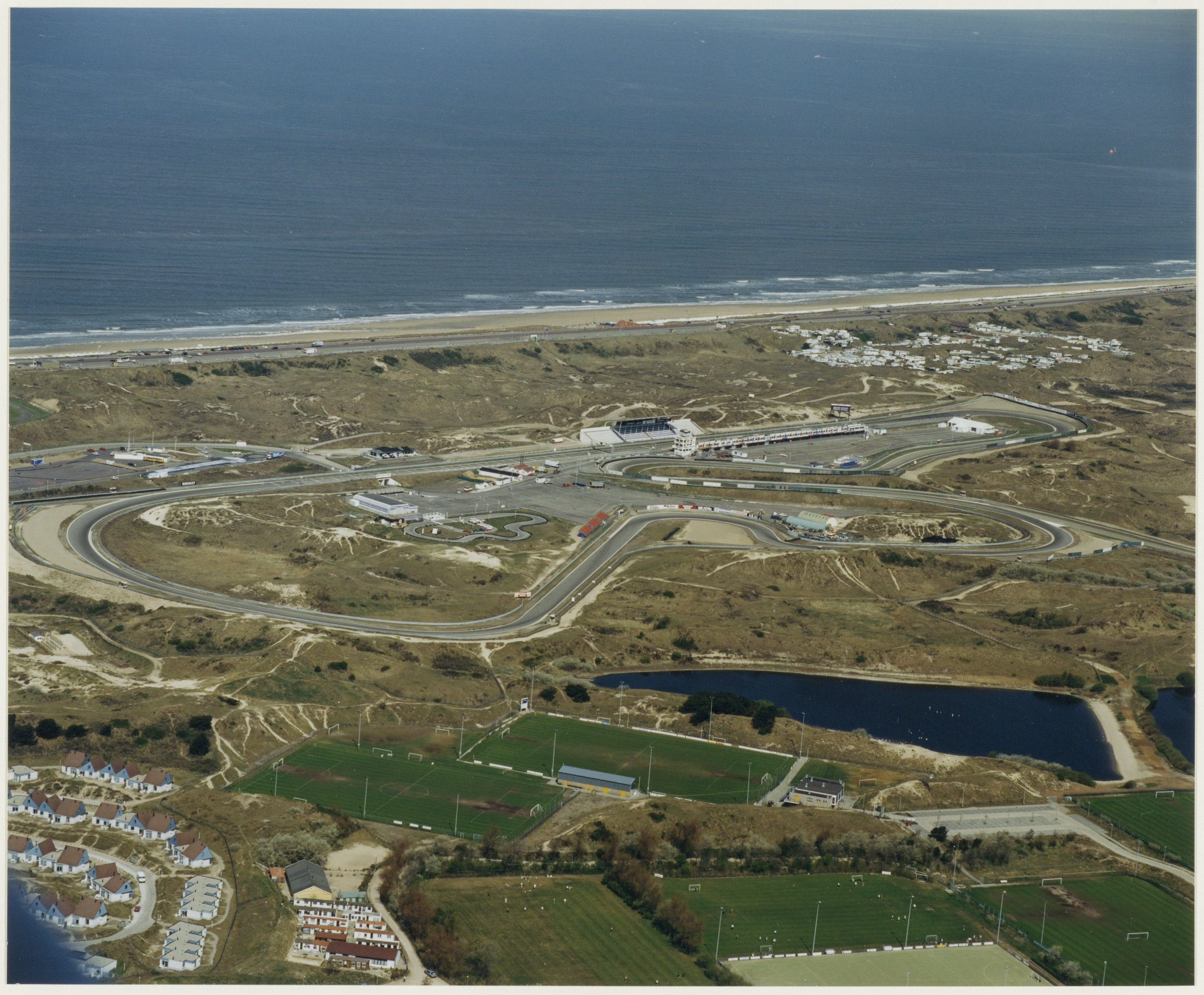
Luchtfoto Circuit Zandvoort in 1997

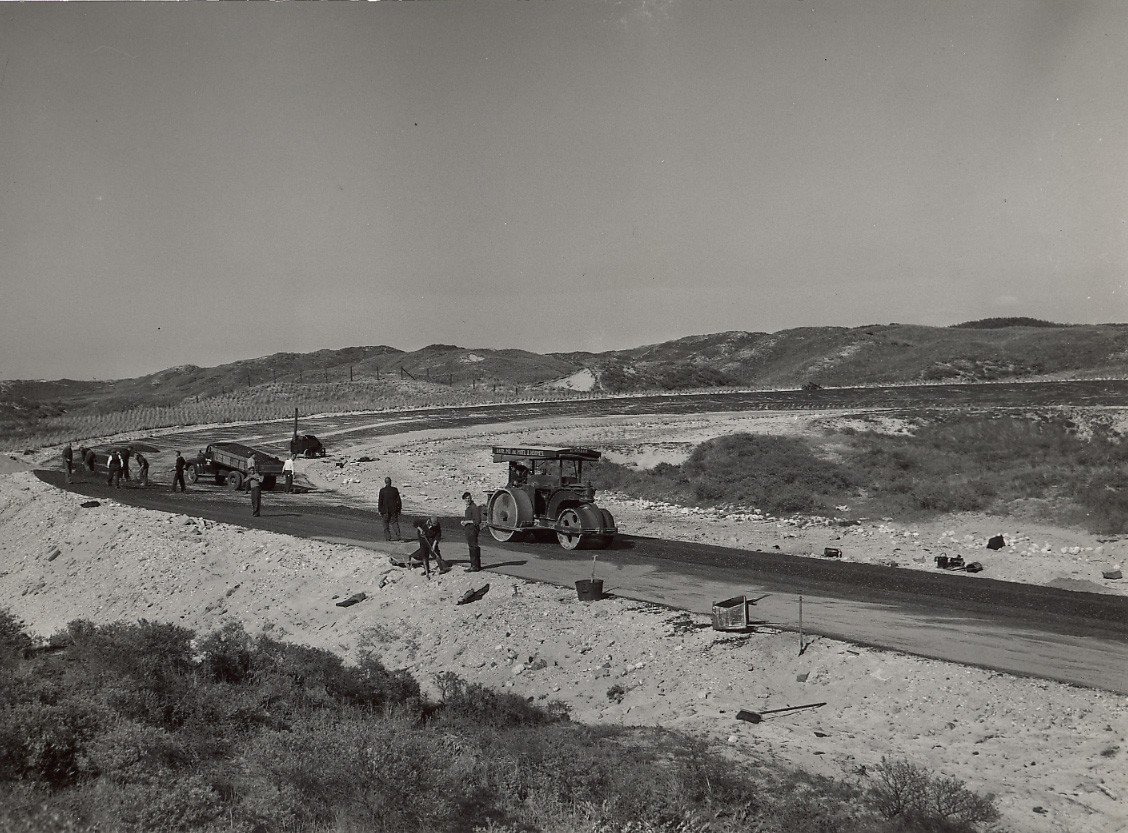
De aanleg van het Circuit Zandvoort in 1948

Circuit Zandvoort, voorheen Circuit Park Zandvoort (tot en met 2016), is een circuit voor voornamelijk autoraces dat zich in de duinen ten noorden van Zandvoort bevindt, vlak bij de zee.
In de jaren waarin er een Grand Prix Formule 1 van Nederland is, is deze altijd op dit circuit. Tussen 1952 en 1985 vond deze met tussenpozen plaats. In 2020 zou dit weer gebeuren, door de coronapandemie werd deze race echter afgelast. Vanaf 2021 vond de Grand Prix jaarlijks plaats..

## Geschiedenis

### Eerste races
De eerste plannen voor een circuit in Zandvoort stammen uit 1930. Op 3 juni 1939 werd de eerste autorace gereden op het stratencircuit van Zandvoort. Deze race ging onder meer over de Van Lennepweg, die nu nog een van de belangrijkste toevoerwegen is naar het huidige circuit.
Hoewel de Tweede Wereldoorlog uitbrak, bracht het succes van die races de Zandvoortse burgemeester ertoe om plannen te ontwikkelen voor een circuit. Het verhaal gaat dat de burgemeester van Zandvoort in een poging vrijstelling voor dwangarbeid te krijgen voor de bevolking van Zandvoort, een overeenkomst sloot met de Duitse bezetter. De Duitsers mochten een brede, rechte weg dwars door Zandvoort aanleggen, die na de oorlog als paradeweg kon dienen. Later werd deze weg samen met enkele andere wegen door de Duitse bezetters gebruikt om de kustverdedigingswerken te bereiken. Na de oorlog werden enkele van deze wegen verbreed en samengevoegd. Met advies van Sammy Davis, winnaar van de 24 uur van Le Mans uit 1927, werd een racecircuit ontwikkeld.
In 1947 legde de rijksoverheid de bouw stil, omdat tussen het puin voor de ondergrond ook hele bakstenen zaten. Die mochten alleen voor de wederopbouw worden gebruikt. De gemeente Zandvoort schakelde prins Bernhard in, die de betreffende ministers bewerkte, en ten slotte de stenen "kocht" voor 20.000 gulden. Deze werden door Zandvoort betaald via de stichting van de prins.
Op 7 augustus 1948 vond de eerste autorace, toen nog onder de naam Grand Prix van Zandvoort, plaats op het circuit van Zandvoort. De race werd gewonnen door de Thaise prins Bira in een oude Maserati. Tweede en derde werden de Britse coureurs Tony Rolt en Reg Parnell. In het volgende jaar werd de wedstrijd gereden volgens de regels van de Formule 1. Deze wedstrijd werd gewonnen door Luigi Villoresi in een Alfa Romeo.
Op 28 augustus 1948 werd de eerste motorrace gehouden op het circuit. In het jaar erop won Luigi Villoresi de autorace in een Alfa Romeo.
Vanaf 1950 heette de Grand Prix officieel de Grote Prijs van Nederland (Dutch Grand Prix). Maar het zou nog tot 1952 duren voordat de Grand Prix van Nederland deel zou uitmaken van het officiële Wereldkampioenschap Formule 1. Vrijwel jaarlijks tot halverwege de jaren 80 zou de Grand Prix van Nederland deel uitmaken van de Formule 1.

### Wereldkampioenschap Formule 1
De Grand Prix van Nederland staat bekend als een wedstrijd waarin een beroep wordt gedaan op de vaardigheden van de coureurs. Met name de Tarzanbocht, aan het einde van het rechte stuk, biedt een mogelijkheid voor inhaalmanoeuvres.
Een bekend beeld uit de Grand Prix van Nederland vormt de ronde die Gilles Villeneuve op drie wielen reed in 1979. Verder staat de Grand Prix van Nederland bekend om de aanhoudende protesten van milieubewegingen.
Veelvuldige winnaars zijn Jim Clark (viermaal) en Jackie Stewart, Niki Lauda en Max Verstappen (elk driemaal). In 1961 behalen alle 15 auto's de eindstreep zonder een pitstop. In 1979 overleeft Derek Daly een crash in de Tarzanbocht, waarbij hij met zijn Tyrrell boven op de vangrail terechtkomt.
De laatste officiële Formule 1-race op Circuit Zandvoort in de twintigste eeuw werd op 25 augustus 1985 verreden. De wedstrijd, bestaande uit 297,6 km verdeeld over 70 ronden, werd gewonnen door Niki Lauda.
In mei 2019 werd bekendgemaakt dat de Grand Prix van Nederland vanaf het seizoen 2020 na een afwezigheid van 35 jaar zou terugkeren op het Circuit Zandvoort. Door de coronapandemie werd dit uitgesteld en is de race pas in 2021 verreden.

### DTM
Tussen 2001 en 2018 was het Circuit Zandvoort gastheer van de enige Nederlandse race in de Deutsche Tourenwagen-Masters. Vanaf 2019 is de race vervangen door een ronde op het TT-Circuit Assen. In 2023 keerde de race terug op het circuit in Zandvoort.

### A1 Grand Prix

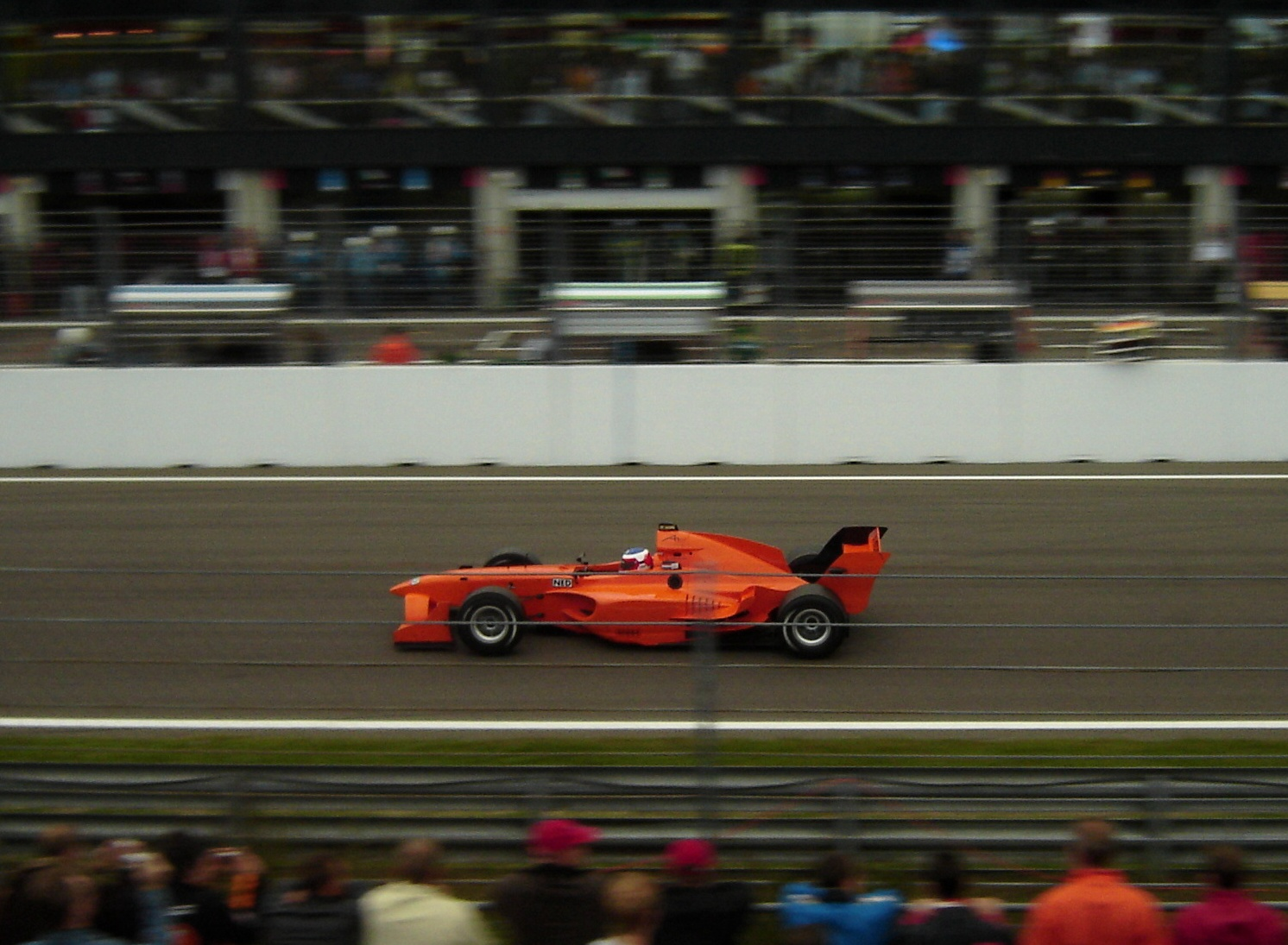
Jeroen Bleekemolen in de A1GP auto van Team Nederland, 2006

In 2006 werd na 21 jaar opnieuw een Grand Prix verreden op het circuit. De A1 Grand Prix klasse deed dit jaar het Nederlandse circuit aan als openingsrace van het seizoen. Ondanks een rel, die ontstond nadat Jos Verstappen vervangen werd door Jeroen Bleekemolen, was de opkomst groot. In 2007 en 2008 keerde de klasse terug op het duincircuit.
Na 2008 zou de A1 Grand Prix Zandvoort verlaten, en in actie komen op het TT-Circuit Assen. Vanwege het faillissement van de klasse werd deze race echter nooit verreden.

### WTCC
In 2007 werd eenmalig een race om het World Touring Car Championship (WTCC) gehouden. Winnaars werden Alain Menu voor Chevrolet en Gabriele Tarquini voor Seat.

### Masters of Formula 3
Op het circuit werd jaarlijks de Masters of Formula 3 verreden. De race, waarin Formule 3-teams uit verschillende Europese kampioenschappen tegen elkaar uitkwamen, werd gezien als een van de belangrijkste races in de Formule 3-klasse. Naast de Masters of Formula 3 waren er slechts een beperkt aantal races waarbij er een cross-over van kampioenschappen is; dit gebeurde onder andere bij de Formule 3-race in Monaco, de Korea F3 Super Prix en de Macau F3 Grand Prix.
In 2007 en 2008 werd de race verreden op het Belgische Circuit Zolder, aangezien op Zandvoort het maximale aantal geluidsdagen met de komst van de A1 Grand Prix overschreden werd. Vanaf 2009 keerden de Masters weer terug in Zandvoort. In 2017 werd het evenement oorspronkelijk eenmalig afgelast vanwege de reglementen binnen het Europees Formule 3-kampioenschap, maar sindsdien is de race niet teruggekeerd.

### Na 2019
Het circuit is sinds maart 2019 eigendom van Menno de Jong en  Bernhard van Oranje-Nassau. Voorheen Chapman Andretti, een bedrijf van dezelfde twee eigenaren.
Begin december 2024 maakte Dutch Grand Prix bekend dat er een einde komt aan Formule 1 in Nederland. De Dutch Grand Prix zal na 2026 niet meer plaatsvinden. De organisatie zei 'op het hoogtepunt' te willen stoppen. De allerlaatste editie van 2026 is inclusief een sprintrace.

## Belangrijke races
De belangrijke races die op het Circuit Park worden verreden zijn een race uit het DTM-kampioenschap en de Masters of Formula 3. Hiernaast wordt het circuit gebruikt voor de nationale autosport, waaronder de Formule Ford, de Renault Clio Cup, de SEAT Cupra Cup, de BRL V6 de Endurance-races en de diverse klassen van het Dutch National Racing Team (DNRT). Op zondag 5 september 2021 keerde de Grote Prijs van Nederland terug na 36 jaar, nadat het jaar ervoor het evenement afgelast werd vanwege de coronapandemie.

## Mijlpalen
| Datum            | Omschrijving                                                              |
| ---------------- | ------------------------------------------------------------------------- |
| 3 juni 1939      | Eerste autorace op het oude parcours                                      |
| 7 augustus 1948  | Eerste autorace op het nieuwe parcours                                    |
| 28 augustus 1948 | Eerste motorrace op het nieuwe parcours                                   |
| 1952             | Eerste Grand Prix die meetelde voor het WK Formule 1                      |
| 1961             | Eerste Grand Prix waarbij alle 15 auto's de finish haalden zonder pitstop |
| 25 augustus 1985 | Laatste race voor het WK                                                  |
| 1 oktober 2006   | Eerste Grand Prix sinds 1985 van de A1GP                                  |
| 5 september 2021 | Eerste Grand Prix sinds 1985 van de Formule 1                             |

## Ligging
De ligging in de duinen tussen Zandvoort en de Noordzee brengt hoogteverschillen met zich mee die het circuit uitdagend maken voor de coureurs. Het kan winderig zijn, wat lastig is voor formuleauto's die door hun aerodynamische vorm windgevoelig zijn. Ook stuift er zand op de baan, wat de bandengrip wisselvallig kan maken. Het zand is daarnaast belastend voor het mechaniek. Gary Anderson, een F1-technicus en -journalist schrijft: Vroeger vetten we de luchtinlaat in zodat er minder zand in de motoren zou komen. Voor de race plakten we een nylonkous over de luchtinlaat. Dat beperkte de luchtstroom en de oplossing was: Na een ronde of wat trok de coureur aan de voet van de kous, zodat hij losschoot.
De ingeklemde ligging brengt beperkingen mee voor de lay-out en de uitbreidingsmogelijkheden. Het circuit van 2020 is bochtig en komt daarmee aan de vereiste lengte voor een Formule 1-circuit. De ondergrens is 3,5 kilometer, Zandvoort is 4,3. Ook zijn het circuit en de pitsstraat smal.

## Lay-outs en kenmerken
Het circuit is mede ontworpen door Sammy Davis, Cas Hunse, Piet Nortier, landmeter J.M. Cruijff en Jarno Zaffeli. De lay-out van de baan is in de loop der jaren verschillende malen veranderd. De meest recente verandering werd gedaan door Jarno Zaffeli, in 2019-20. In die periode werden er twee kombochten in de baan gelegd. De bochten 3 (Hugenholtz) en 14 (Luyendijk) hebben hellingen van respectievelijk 18 en 19 graden; het maximum van 5,7 graden dat de FIA hanteert is indicatief, geen harde grens.
| Jaartal      | Lengte | Naam                                      |
| ------------ | ------ | ----------------------------------------- |
| 1939         | 2284 m | Stratencircuit van de prijs van Zandvoort |
| 1948 – 1972  | 4193 m | Circuit van Zandvoort                     |
| 1973 – 1979  | 4226 m | Circuit van Zandvoort                     |
| 1980 – 1988  | 4252 m | Circuit van Zandvoort                     |
| 1989 – 1998  | 2526 m | Circuit van Zandvoort                     |
| 1999 – 2019  | 4307 m | Circuit Park Zandvoort                    |
| 2020 – heden | 4259 m | Circuit Zandvoort                         |

### Plattegronden

Grand Prix Circuit (1948 – 1972)
Grand Prix Circuit (1973 – 1979)
Grand Prix Circuit (1980 – 1988)
Grand Prix Circuit (1989 – 1998)
Grand Prix Circuit (1999 – 2019)
Grand Prix Circuit (2020 – heden)

Het parcours met een lengte van 4,259 km stamt uit 2020. Het hoogteverschil is 8,9 meter en er zijn in totaal 14 bochten:
1. Tarzanbocht
2. Gerlachbocht (vernoemd naar Wim Gerlach)
3. Hugenholtzbocht (vernoemd naar Hans Hugenholtz)
4. Hunserug (vernoemd naar Cas Hunse)
5. Rob Slotemakerbocht (vernoemd naar Rob Slotemaker)
6. Bocht 6
7. Scheivlak (vroeger de grens tussen de openbare duinen en het terrein van Jonkheer Quarles van Ufford[12])
8. Mastersbocht (voorheen Marlborobocht)
9. Bocht 9 (voorheen Renaultbocht)
10. Bocht 10 (voorheen Vodafonebocht)
11. Hans Ernstbocht (deel 1, vernoemd naar Hans Ernst, voorheen Audi S)
12. Hans Ernstbocht (deel 2, vernoemd naar Hans Ernst, voorheen Audi S)
13. Bocht 13 (voorheen Kumhobocht)
14. Arie Luyendijkbocht (voorheen Bos Uit, vernoemd naar Arie Luyendijk)

De scherpste bocht is de Hans Ernstbocht en de snelste bocht de Arie Luyendijkbocht. Het Scheivlak is een lange bocht naar rechts die snel kan worden genomen. Hij ligt in het noordoostelijk deel van het circuit, na het rechte stuk dat volgt op de Slotemakerbocht. De naam is historisch en stamt van een terreintje in de duinen.
Het Scheivlak ligt achter een duin zodat een coureur de bocht 'blind' moet insturen. Vervolgens daalt de baan sterk. Dit is daarom de moeilijkste bocht van het circuit. Na het Scheivlak volgt de Mastersbocht. Tot 1980 lagen na het Scheivlak twee korte knikken in de baan, maar vervolgens is er een chicane aangelegd om de snelheid af te remmen.
Ben Pon vloog hier tijdens de Grote Prijs van Nederland op 20 mei 1962 uit de bocht. Zijn Porsche sloeg over de kop en Pon werd uit de auto geslingerd, maar kwam er met enkel wat schrammen vanaf.
Tijdens de verbouwingen van het circuit in 2019 en 2020 als voorbereiding op de Formule 1 race in 2020 werden de Hugenholtzbocht en de Arie Luyendykbocht omgebouwd tot kombochten. Hierdoor is het parcours iets korter geworden, van 4,307 naar 4,259 kilometer. Aangezien er tijdens de Grand Prix Formule 1-races minimaal 305 kilometer moet worden afgelegd, komt dit in het geval van Zandvoort neer op 72 rondes, voor een totale afstand van 306,587 kilometer.

## Winnaars Formule 1 in Zandvoort

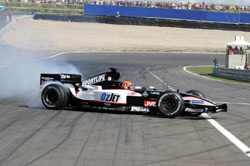
Demonstratie van een Formule 1-auto op het circuit

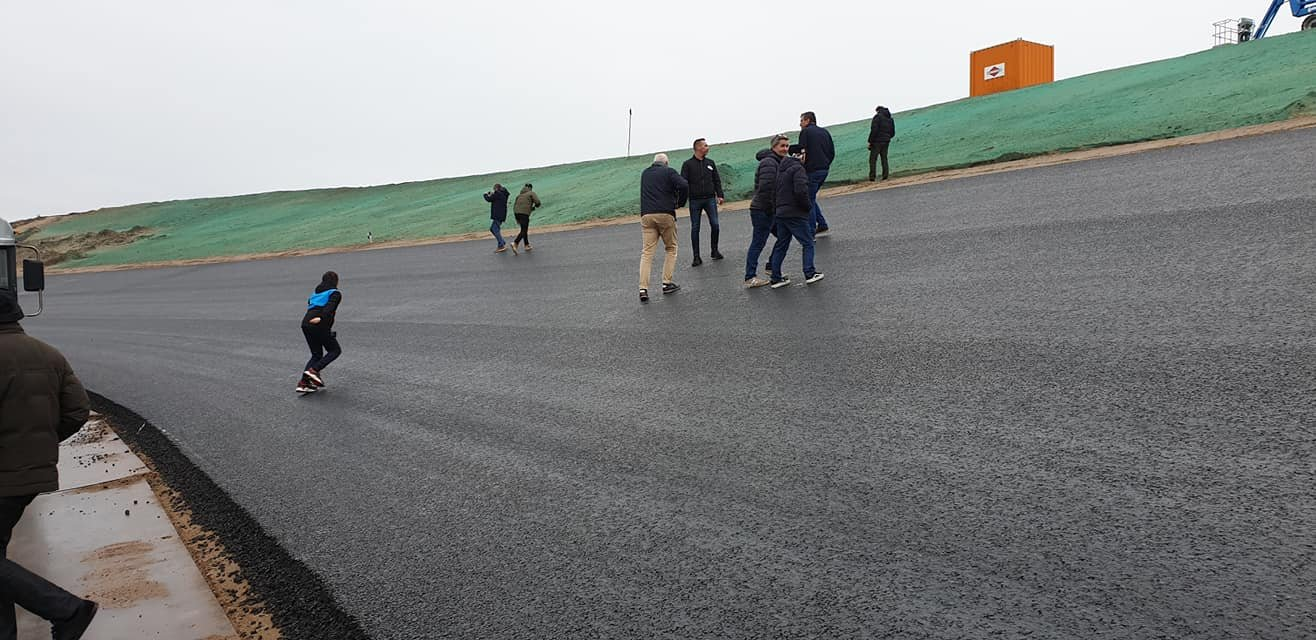
Arie Luyendijkbocht

- Een roze achtergrond geeft aan dat deze race onderdeel was van de grand prix-seizoenen tot en met 1949 of een niet-kampioenschapsronde, vanaf 1952 behoorde de race tot het officiële Formule 1 wereldkampioenschap.

| Datum            | Lengte                                | Naam                                  | Constructeur                          | Verslag                               |
| ---------------- | ------------------------------------- | ------------------------------------- | ------------------------------------- | ------------------------------------- |
| 25 augustus 2024 | 306,587 km                            | Lando Norris                          | McLaren-Mercedes                      | Verslag                               |
| 27 augustus 2023 | 306,587 km                            | Max Verstappen                        | Red Bull Racing                       | Verslag                               |
| 4 september 2022 | 306,587 km                            | Max Verstappen                        | Red Bull Racing                       | Verslag                               |
| 5 september 2021 | 306,587 km                            | Max Verstappen                        | Red Bull Racing                       | Verslag                               |
| 3 mei 2020       | Geannuleerd vanwege de coronapandemie | Geannuleerd vanwege de coronapandemie | Geannuleerd vanwege de coronapandemie | Geannuleerd vanwege de coronapandemie |
| 25 augustus 1985 | 297,640 km                            | Niki Lauda                            | McLaren-TAG-Porsche                   | Verslag                               |
| 26 augustus 1984 | 301,892 km                            | Alain Prost                           | McLaren-TAG-Porsche                   | Verslag                               |
| 28 augustus 1983 | 306,144 km                            | René Arnoux                           | Ferrari                               | Verslag                               |
| 3 juli 1982      | 306,144 km                            | Didier Pironi                         | Ferrari                               | Verslag                               |
| 30 augustus 1981 | 306,144 km                            | Alain Prost                           | Renault                               | Verslag                               |
| 31 augustus 1980 | 306,144 km                            | Nelson Piquet sr.                     | Brabham-Ford                          | Verslag                               |
| 26 augustus 1979 | 316,950 km                            | Alan Jones                            | Williams-Ford                         | Verslag                               |
| 27 augustus 1978 | 316,950 km                            | Mario Andretti                        | Lotus-Ford                            | Verslag                               |
| 28 augustus 1977 | 316,950 km                            | Niki Lauda                            | Ferrari                               | Verslag                               |
| 29 augustus 1976 | 316,950 km                            | James Hunt                            | McLaren-Ford                          | Verslag                               |
| 22 juni 1975     | 316,950 km                            | James Hunt                            | Hesketh-Ford                          | Verslag                               |
| 23 juni 1974     | 316,950 km                            | Niki Lauda                            | Ferrari                               | Verslag                               |
| 29 juli 1973     | 304,272 km                            | Jackie Stewart                        | Tyrrell-Ford                          | Verslag                               |
| 20 juni 1971     | 293,150 km                            | Jacky Ickx                            | Ferrari                               | Verslag                               |
| 21 juni 1970     | 335,440 km                            | Jochen Rindt                          | Lotus-Ford                            | Verslag                               |
| 21 juni 1969     | 377,370 km                            | Jackie Stewart                        | Matra-Ford                            | Verslag                               |
| 23 juni 1968     | 377,370 km                            | Jackie Stewart                        | Matra-Ford                            | Verslag                               |
| 4 juni 1967      | 377,370 km                            | Jim Clark                             | Lotus-Ford                            | Verslag                               |
| 24 juli 1966     | 377,370 km                            | Jack Brabham                          | Brabham-Repco                         | Verslag                               |
| 18 juli 1965     | 335,440 km                            | Jim Clark                             | Lotus-Climax                          | Verslag                               |
| 24 mei 1964      | 335,440 km                            | Jim Clark                             | Lotus-Climax                          | Verslag                               |
| 23 juni 1963     | 335,440 km                            | Jim Clark                             | Lotus-Climax                          | Verslag                               |
| 20 mei 1962      | 335,440 km                            | Graham Hill                           | BRM                                   | Verslag                               |
| 22 mei 1961      | 314,475 km                            | Wolfgang von Trips                    | Ferrari                               | Verslag                               |
| 6 juni 1960      | 314,475 km                            | Jack Brabham                          | Cooper-Climax                         | Verslag                               |
| 31 mei 1959      | 314,475 km                            | Jo Bonnier                            | BRM                                   | Verslag                               |
| 26 mei 1958      | 314,475 km                            | Stirling Moss                         | Vanwall                               | Verslag                               |
| 19 juni 1955     | 419,300 km                            | Juan Manuel Fangio                    | Mercedes                              | Verslag                               |
| 7 juni 1953      | 377,370 km                            | Alberto Ascari                        | Ferrari                               | Verslag                               |
| 17 augustus 1952 | 377,370 km                            | Alberto Ascari                        | Ferrari                               | Verslag                               |
| 22 juli 1951     | 377,370 km                            | Louis Rosier                          | Talbot-Lago                           | Verslag                               |
| 23 juli 1950     | 377,370 km                            | Raymond Sommer                        | Talbot-Lago                           | Verslag                               |
| 31 juli 1949     | 377,370 km                            | Luigi Villoresi                       | Ferrari                               | Verslag                               |
| 7 augustus 1948  | 377,370 km                            | Prince Bira                           | Maserati                              | Verslag                               |

## Baanofficials
De veiligheid op en om het circuit is in handen van de Officials Club Automobielsport (OCA). De OCA is in 1962 opgericht en zorgt voor de raceofficials tijdens wedstrijd- en trainingsdagen. Het zijn intern geschoolde vrijwilligers die onder andere dienst doen als vlag-, rescue-, start- en pitmarshalls.

## Dodelijke slachtoffers
| Coureur           | Jaar              | Omschrijving |
| ----------------- | ----------------- | --- |
| Hendrik Dik       | 22 maart 1952     | Verongelukte tijdens wedstrijden van de R.A.C.-West, die plaatsvonden op de plek van Circuit Zandvoort. Na zijn ronde stopte Dik niet en reed hij rechtdoor de hekken in. Later is duidelijk geworden dat Dik een hartaanval kreeg tijdens de wedstrijd. |
| Wim Gerlach       | 10 juni 1957      | Verongelukte in de bocht die later naar hem genoemd is. |
| Ian Raby          | 7 november 1967   | Ernstig gewond geraakt tijdens de Grote Prijs van Zandvoort (Formule 2) op 30 juli 1967. |
| Werner Engel      | 30 april 1958     | Verongelukte tijdens de tulpenrally bij uitkomst Tunnel-Oost. |
| Chris Lambert     | 28 juli 1968      | In de tiende ronde raakt Lambert, na in botsing te zijn gekomen met de Zwitser Clay Regazzoni, van de weg af, waarna zijn Brabham Cosworth Ford tegen de omheining sloeg en vervolgens over de kop. Lambert kwam onder de wagen terecht en was onmiddellijk dood. |
| Piers Courage     | 21 juni 1970      | Zijn wagen ging over de kop en vloog in brand terwijl de coureur bekneld zat in het wrak van de De Tomaso. Hij overleed ter plekke. |
| Roger Williamson  | 29 juli 1973      | Tijdens de Grand Prix Formule 1 van Nederland. Hij kwam om het leven omdat het circuit niet was voorbereid op de felle brandstofbrand. De coureur verloor de macht over het stuur, sloeg over de kop en kwam met zijn wagen na zo'n tweehonderd meter brandend en ondersteboven in de berm terecht. Een collega-coureur, David Purley, stopte zijn auto en probeerde zijn teamgenoot uit het wrak te redden. Tevergeefs, want er waren niet voldoende (gevulde) brandblussers in de buurt en de aanwezige marshalls droegen geen brandwerende kleding. |
| Rob Slotemaker    | 16 september 1979 | Overleed aan nekletsel, nadat hij met zijn Chevrolet Camaro zijwaarts op een doktersauto botste. |
| Hans-Georg Bürger | 22 juli 1980      | Ernstig gewond geraakt tijdens de vrije training voor het Formule 2 kampioenschap op 20 juli 1980. |
| Alain Vincx       | 29 mei 1987       | Overleed tijdens de "World Record Day" bij een poging om met zijn Chevrolet Camaro door vier bussen heen te rijden. |
| Oliver Heimann    | 30 maart 1991     | Tijdens de eerste training voor de "Paasraces" was hij niet in staat een stilgevallen auto voor hem te ontwijken. Hij brak hierbij zijn nek en overleed een uur later in het St Elisabeth-ziekenhuis in Haarlem. De coureur waar hij tegen aan vloog (Yok Sing Huang) bleef ongedeerd. |
| David Ferrer      | 7 september 2017  | Overleed na een ongeluk tijdens de Historic Grand Prix. De Fransman vloog met zijn March 701 bij het uitkomen van de Arie Luyendijk-bocht hard van de baan. Hij overleed later aan de gevolgen van het ongeval. |

## Gebruik in simulaties/games
- De vorm van het circuit van Zandvoort uit 1967 is gedetailleerd nagemaakt en kan gereden worden in het racesimulatiespel Grand Prix Legends voor pc's met x86-processoren.
- Het circuit van 1973 tot 1980 kan gereden worden in het spel rFactor, in de Grand Prix 1979-modus.
- De vorm van het sinds 2020 aangepaste circuit wordt gebruikt in de computerspelen Assetto Corsa, DTM Race Driver 3 voor pc, PlayStation 2 en Xbox, online op iRacing, Simraceway voor pc en in Race Pro op de Xbox 360.
- In iRacing.com is Zandvoort te rijden in vijf verschillende configuraties: Grand Prix circuit, Grand Prix circuit inclusief chicane, Club circuit, Nationaal circuit en het Oostelijke circuit. In iRacing is het circuit van Zandvoort lasergescand.
- Op 12 augustus 2017 heeft game-developer Studio 397 via hun Simulatie Race game rFactor 2 een 2017 versie van het circuit uitgebracht. Hierin zijn de nieuwe huisstijlkleuren en de verbouwde Racecontrol-toren verwerkt.
- Het circuit is ondanks het annuleren van de Grand Prix opgenomen in het computerspel F1 2020, de officiële game van het Formule 1 kampioenschap, uitgegeven door Codemasters. Het gaat hierbij om het circuit met de laatste aanpassingen, uit 2020, die vereist waren voor het organiseren van de Grand Prix.

## Evenementen en activiteiten
- Bij het circuit was jarenlang de antislipschool van autocoureur Rob Slotemaker gevestigd. Hij ontdekte vele talenten, onder wie Jan Lammers die bij hem op de slipschool werkte. Lammers maakte op 16-jarige leeftijd zijn racedebuut op het circuit en boekte daarna een reeks overwinningen.
- Sinds 2008 wordt er ieder jaar in maart hardgelopen over het circuit. Het evenement met ruim 10.000 deelnemers heet Zandvoort Circuit Run en trekt (inter)nationale topatleten.
- Sinds 2020 wordt ieder jaar de EV Experience georganiseerd op het circuit, waarbij bezoekers in diverse elektrische auto's over het circuit kunnen rijden.
- Het circuit werd een aantal jaren gebruikt voor het onderdeel Achteruitrijden van het TROS-programma Te land, ter zee en in de lucht. Dit was een autorace waarbij de deelnemers achteruit over het circuit moesten racen.